# Ludwik Zięba
Ludwik Zięba, né le 5 mars 1953 à Koniówka, est un biathlète polonais.

## Biographie
Il connaît une carrière junior à succès, remportant quatre médailles aux Championnats du monde de la catégorie dont deux titres en relais en 1972 et 1973 et la médaille d'argent de l'individuel en 1971. Aux Championnats du monde 1975, après une dixième place sur l'individuel, il est médaillé de bronze sur le relais avec Jan Szpunar, Andrzej Rapacz et Wojciech Truchan. 
Il court le relais aux Jeux olympiques d'Innsbruck en 1976.

## Palmarès

### Jeux olympiques d'hiver
| Épreuve / Édition | Individuel | Relais |
| ----------------- | ---------- | ------ |
| JO 1976 Innsbruck | -          | 12e    |

### Championnats du monde
- Mondiaux 1975 à Anterselva :
  -  Médaille de bronze en relais.